# Jan Arend Godert de Vos van Steenwijk (1818-1905)
Jan Arend Godert baron de Vos van Steenwijk (De Wijk (Dr.), 25 september 1818 – Brummen, 17 oktober 1905) was een Nederlands politicus.
De Vos van Steenwijk was Eerste Kamervoorzitter van september 1874 tot april 1880. Aanvankelijk was hij burgemeester van de gemeenten Stad- en Ambt Vollenhove. In 1845 koos de ridderschap hem tot Statenlid en in 1853 kozen de Staten van Overijssel hem tot Eerste Kamerlid. Tijdens zijn Kamerlidmaatschap was hij ook nog burgemeester van Zwolle. In 1880 werd hij benoemd tot Commissaris des Konings voor de Provincie Utrecht. Hij was een Overijsselse landedelman.
- Biografisch Portaal: 18165086
- Digitale Bibliotheek voor de Nederlandse Letteren: vos_111
- Gemeinsame Normdatei: 1166459896
- International Standard Name Identifier: 0000 0003 9036 159X
- Nederlandse Thesaurus van Auteursnamen: 273408844
- Parlement.com: vg09llc9hdtz
- Virtual International Authority File: 283937579
- WorldCat: E39PBJjHfPgQMGgQBPKYCtw6Kd